# Kleiner Rummelsberg
Der Kleine Rummelsberg ist ein 81 Meter hoher Hügel östlich des Dorfes Brodowin in der Gemeinde Chorin des Brandenburger Landkreises Barnim. Der Hügel ist der bedeutendste Aussichtspunkt im Brodowiner Landschaftsraum und bietet einen freien Blick in alle Himmelsrichtungen. Der benachbarte Große Rummelsberg ist rund einen Meter höher aber unzugänglich. Gelegentlich werden beide Hügel unter Rummelsberg zusammengefasst. Mit seinem seltenen kontinentalen Trockenrasen steht der Kleine Rummelsberg unter Naturschutz. Umstritten ist, ob es sich bei dem Berg um einen Drumlin handelt.

## Drumlinfrage
Der Kleine Rummelsberg liegt unmittelbar am Ostufer des Wesensees und übersteigt seine Wasserfläche um 38 Meter. Mindestens bis zum Hochmittelalter bildete der heute isolierte Wesensee eine Bucht des Parsteiner Sees.
Der Hügel im Biosphärenreservat Schorfheide-Chorin ist geologisch interessant hinsichtlich der umstrittenen und offenen Frage, ob es sich um einen Drumlin handelt. Drumlins sind längliche Hügel von tropfenförmigem Grundriss, deren Längsachse in der ehemaligen Eisbewegungsrichtung eines (eiszeitlichen) Gletschers liegt und die unter einem aktiv sich bewegenden Gletscher geformt wurden. Der Kleine Rummelsberg und weitere ähnlich geformte Hügel in seiner Nachbarschaft gehören zum Rückland des Endmoränenbogens Chorin südlich des ausgedehnten Parsteiner Sees, einem Zungenbeckensee des Parsteiner Lobus. Die geologischen Voraussetzungen für die Herausbildung eines „echten“ Drumlin sind gegeben. Am Fuß des Berges führt das Informationsschild der Unteren Naturschutzbehörde des Landes Brandenburg aus:
„Von der geologischen Entstehung her handelt es sich um einen Drumlin, d. h. eine Aufschüttung mit elliptischem Grundriss aus Grundmoränenmaterial aus dem Pommerschen Stadium der Weichselkaltzeit.“
Trotz dieser Zuschreibung ist die Frage, ob es sich tatsächlich um einen Drumlin handelt und ob es in Brandenburg überhaupt Drumlins gibt, unter Geologen umstritten. „Wenn wir auf dem kleinen Rummelsberg stehen, können wir in der Umgebung noch mehr solcher Gebilde sehen, und es ist dann ein vortrefflicher Streit darüber möglich, ob es sich bei diesen oder jenen nun um einen Drumlin, einen Kame oder einen Os handelt.“ Möglicherweise handelt es sich auch einfach um einen „normalen“ Hügel innerhalb der Grundmoränenlandschaft ohne jedes geomorphologische Spezifikum. Eine Klärung könnten allein Bohrungen erbringen, die bislang weder am Kleinen Rummelsberg noch bei anderen angeblichen Drumlins wie dem Rosinberg am Westufer des Parsteiner Sees durchgeführt wurden.

## Flora

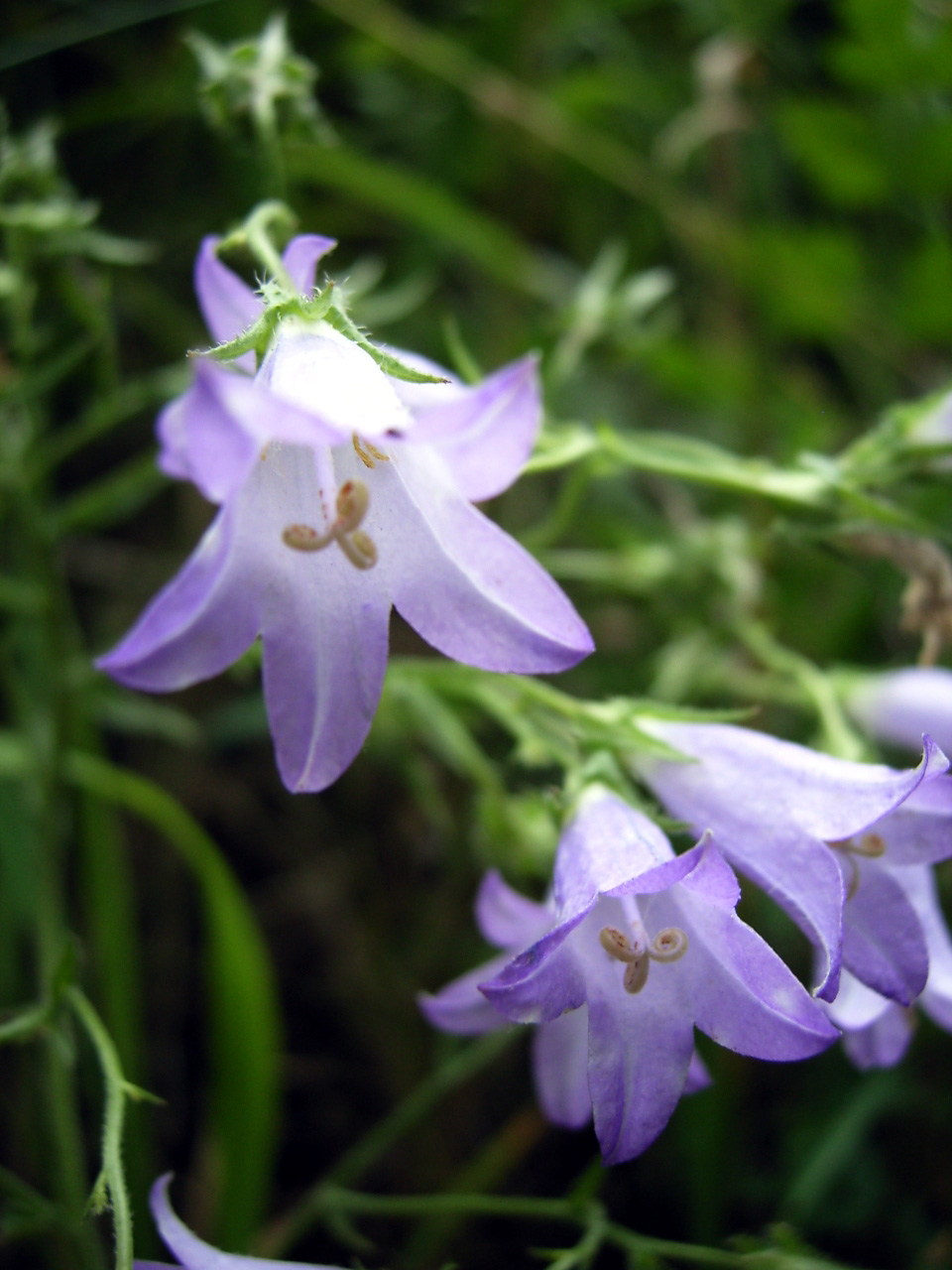
Sibirische Glockenblume (Campanula sibirica)

Unter Naturschutz steht der Kleine Rummelsberg wegen seiner reichen Bodenflora mit einem kontinentalen Trockenrasen, der sich aufgrund der exponierten Lage des Hügels „als westliche[r] Ausläufer der Steppenvegegation halten“ konnte.
Zu dieser besonderen Vegetation zählen flachwachsende und trockene Böden bevorzugende Pflanzen wie die Sibirische Glockenblume (Campanula sibirica), das Natterkopf-Habichtskraut (Hieracium echioides), aus der Gattung halbschmarotzender Wachtelweizen der Acker-Wachtelweizen (Melampyrum arvense), ferner der Ährige Blauweiderich (Pseudolysimachion spicatum (L.) Opiz = Veronica spicata) und die krautige Golddistel (Carlina vulgaris).
Weitere Vertreter der Bodenflora sind das Pfriemengras (Stipa L.), die bis zu einem Quadratmeter großen Teppiche des Sand-Thymians (Thymus serpyllum), die immergrüne Gemeine Braunelle (Prunella vulgaris), als Schmuck der Berge (Oros = Berg und Ganos = Schmuck, Glanz) das Gewürz Oreganum beziehungsweise der Gemeine Dost (Origanum vulgare) und der Wiesen-Salbei (Salvia pratensis), der besonders Hummeln anzieht.

## Weitere Weblinks
- Geologie (Memento vom 27. September 2007 im Internet Archive) auf www.barnim.de